# Totora D
Totora D ist eine Ortschaft im Departamento Potosí im Hochland des südamerikanischen Andenstaates Bolivien.

## Lage im Nahraum
Totora D liegt in der Provinz Tomás Frías und ist der drittgrößte Ort im Cantón Yocalla im Municipio Yocalla. Die Ortschaft liegt auf einer Höhe von 3535 m an der Mündung des Río Loma Khakha in den Río Pupusiri, die sich zum Río Totora „D“ vereinigen, flussabwärts zum Río Tarapaya fließen und zum Flusssystem des Río Pilcomayo gehören.

## Geographie
Totora D liegt am Ostrand des bolivianischen Altiplano vor der Anden-Gebirgskette der Cordillera Central.
Die mittlere Jahrestemperatur der Region liegt bei etwa 11 °C (siehe Klimadiagramm Potosí), der Jahresniederschlag beträgt etwa 350 mm. Die Region weist ein ausgeprägtes Tageszeitenklima auf, die Monatsdurchschnittstemperaturen schwanken nur unwesentlich zwischen 8 °C im Juni/Juli und 13 °C von November bis März. Die Monatsniederschläge liegen zwischen unter 10 mm in den Monaten Mai bis September und knapp 80 mm im Januar und Februar.

## Verkehrsnetz
Totora D liegt in einer Entfernung von 27 Straßenkilometern nordwestlich von Potosí, der Hauptstadt des gleichnamigen Departamentos.
Aus Potosí heraus führt die Nationalstraße Ruta 1 in nördlicher Richtung über San Antonio, Tarapaya, Totora D, Totora Pampa und Yocalla weiter nach Poopó, Oruro und El Alto, der Nachbarstadt von La Paz, und nach Desaguadero am Titicaca-See.

## Bevölkerung
Die Einwohnerzahl der Ortschaft ist in dem Jahrzehnt zwischen den beiden letzten Volkszählungen um knapp ein Drittel angestiegen:
| Jahr | Einwohner         | Quelle       |
| ---- | ----------------- | ------------ |
| 1992 | keine Detaildaten | Volkszählung |
| 2001 | 365               | Volkszählung |
| 2012 | 471               | Volkszählung |
| 2024 |                   | Volkszählung |

Die Region weist einen deutlichen Anteil an Quechua-Bevölkerung auf, im Municipio Yocalla sprechen 94,5 Prozent der Bevölkerung Quechua.